# Viktor Jerofejev

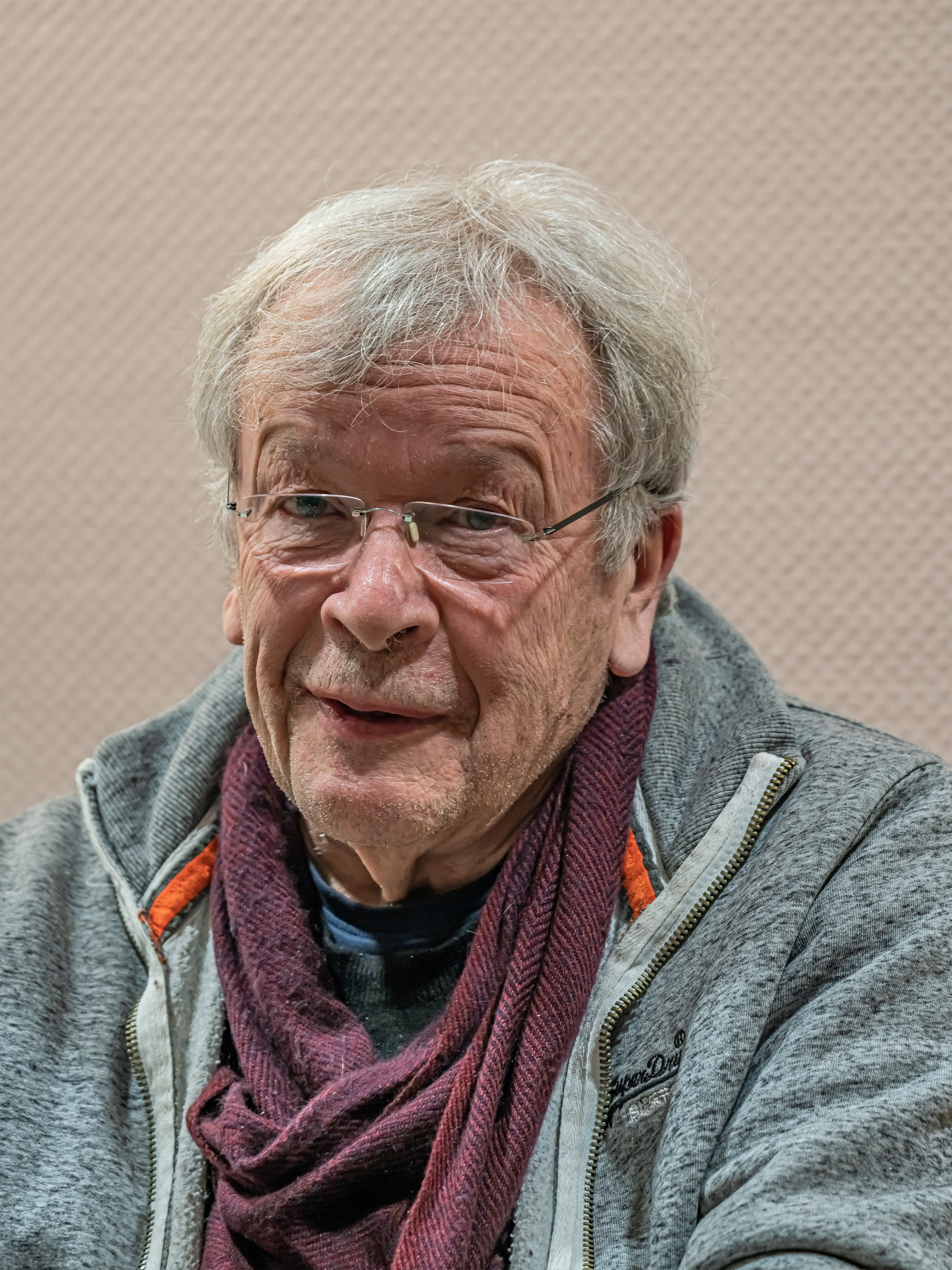
Viktor Jerofejev, 2023

Viktor Vladimirovitsj Jerofejev (Russisch: Виктор Владимирович Ерофеев) (Moskou, 19 september 1947) is een Russisch schrijver en essayist. 

## Leven
Jerofejevs vader (geboren in 1920) was een tolk van Jozef Stalin en later Sovjet-gezant in Parijs. Van 1955 tot 1959 leefde het gezin Jerofejev in Parijs. Daarna keerde de familie terug naar Moskou, waar Jerofejev literatuur en taalwetenschap studeerde. Hij sloot zijn studie af met een dissertatie over Dostojevski en het Franse existentialisme.
Vanaf midden jaren zeventig werd Jerofejev literair actief, maar in 1979 werd hij uit de schrijversbond gestoten vanwege zijn medewerking aan de schrijversalmanak 'Metropol', waarin ook werk werd gepubliceerd van relatief onbekende (in de Sovjet-Unie niet altijd geaccepteerde) schrijvers.
Tijdens de perestrojka verwierf Jerofejev internationale bekendheid met zijn roman Een schoonheid uit Moskou (1990), over een mooie jonge vrouw die in de chaotische post-Sovjettijd hogerop probeert te komen. Het boek werd in 27 talen vertaald.
In Rusland is Jerofejev een bekend literatuurcriticus en verschijnt hij geregeld op tv. Verder schrijft hij geregeld voor The Times Literary Supplement, The New Yorker, The New York Review of Books en The International Herald Tribune.

## Werk (selectie)
- Een schoonheid uit Moskou (1990)
- Anna's lichaam (1992)
- Leven met een idioot, verhalen (1992)
- Labyrint van de verdoemde vragen, essays (1993)
- Het laatste oordeel (1996)
- Mannen (1997)
- Vloed (1998)
- De goede Stalin (2004)
- De maan is geen kookpan (2005)
- Een vrolijke hel, essays (2007)

- Bibsys: 90581640
- Biblioteca Nacional de España: XX959173
- Bibliothèque nationale de France: cb121609904 (data)
- CiNii: DA05409816
- Gemeinsame Normdatei: 104361395
- International Standard Name Identifier: 0000 0001 2020 6960
- Library of Congress Control Number: nr90010135
- Nationale Bibliotheek van Letland: 000051770
- MusicBrainz: af1e5688-ebe8-4317-866f-6cfae0e1476d
- Bibliotheek van het Japanse parlement: 00466192
- Nationale Bibliotheek van Tsjechië: jn19990210308
- Nationale bibliotheek van Australië: 36021856
- Nationale Bibliotheek van Israël: 987007307839505171
- Nationale en Universitaire bibliotheek Zagreb: 000040051
- Nederlandse Thesaurus van Auteursnamen: 074723669
- Réseau des bibliothèques de Suisse occidentale: 02-A000057893
- Istituto Centrale per il Catalogo Unico: RAVV060739
- LIBRIS: 52058
- Système universitaire de documentation: 030132320
- Trove: 1189566
- Virtual International Authority File: 9886960
- WorldCat: E39PBJvd7dcM6hmmxqgjqDRYfq